# Làrix europeu
El làrix europeu (Larix decidua) és una espècie de conífera de la família Pinaceae nadiua de les muntanyes del centre d'Europa, sobretot dels Alps i dels Carpats tot i que també hi ha poblacions disjuntes al nord de Polònia i sud de Lituània. No és un arbre autòcton dels Països Catalans, però n'hi ha de plantats.

## Noms comuns
Larix decidua rep diversos noms comuns en català: alerç, cedre d'olor, làrix, làrix europeu, melis, pi melis, pi teia.

## Descripció
L'alerç europeu és un arbre caducifoli de mida mitjana-gran, que pot arribar a mesurar 45 m d'alçada. La capçada és cònica quan és jove i es fa més ampla amb l'edat. Les fulles són aciculars de color verd clar, de 2-4 cm de llargada; cauen a la tardor i tornen a sortir a la primavera. Les pinyes són erectes, cònic-ovoides, de 2-6 cm de llargada; maduren de quatre a sis mesos després de la pol·linització.

## Història natural
És un arbre molt resistent al fred (resisteix com a mínim -50 °C), i forma el límit arbori als Alps: arriba a altituds de 2.400 metres, però n'abunden més entre els 1.000 i els 2.000 m. Només creix en sòls ben drenats.

## Subespècies
Se'n reconeixen tres varietats:
- Larix decidua var. decidua — Làrix europeu o alpí. Es troba a la major part de la seva zona de distribució, amb pinyes de 2,5-6 cm i brots de color groc-beix.
- Larix decidua var. polonica — Làrix polonès. Es troba a les terres baixes del nord de Polònia, amb pinyes de 2-3 cm i brots de color groc-beix molt pàl·lid, gairebé blanc.
- Larix decidua var. carpatica — Làrix dels Carpats. Pròpia de la serralada dels Carpats.

## Usos
El làrix europeu és un arbre ornamental i es planta en jardins i parcs on el clima és adequat.
Fusta
La seva fusta és dura i duradora i és també flexible en taulons fins, i es fa servir principalment per a fer iots. En aquest cas no ha de tenir nusos i únicament es pot obtenir d'arbres vells que han estat esporgats de joves per treure'n les branques laterals. Els pals petits de làrix es fan servir molt per a fer tanques rústiques.
Trementina
Forneix una trementina dita de Venècia o veneciana.

### Bonsai
Es fa servir com a bonsai.

## Ecologia
Les llavors alimenten ocells, moltes erugues de lepidòpters s'alimenten de les seves fulles (Coleophoridae Coleophora sibiricella) i les pinyes alimenten la papallona Cydia illutana.
És una espècie invasora a Nova Zelanda, on va ser plantat pels serveis forestals per lluitar contra l'erosió.

## Fotos

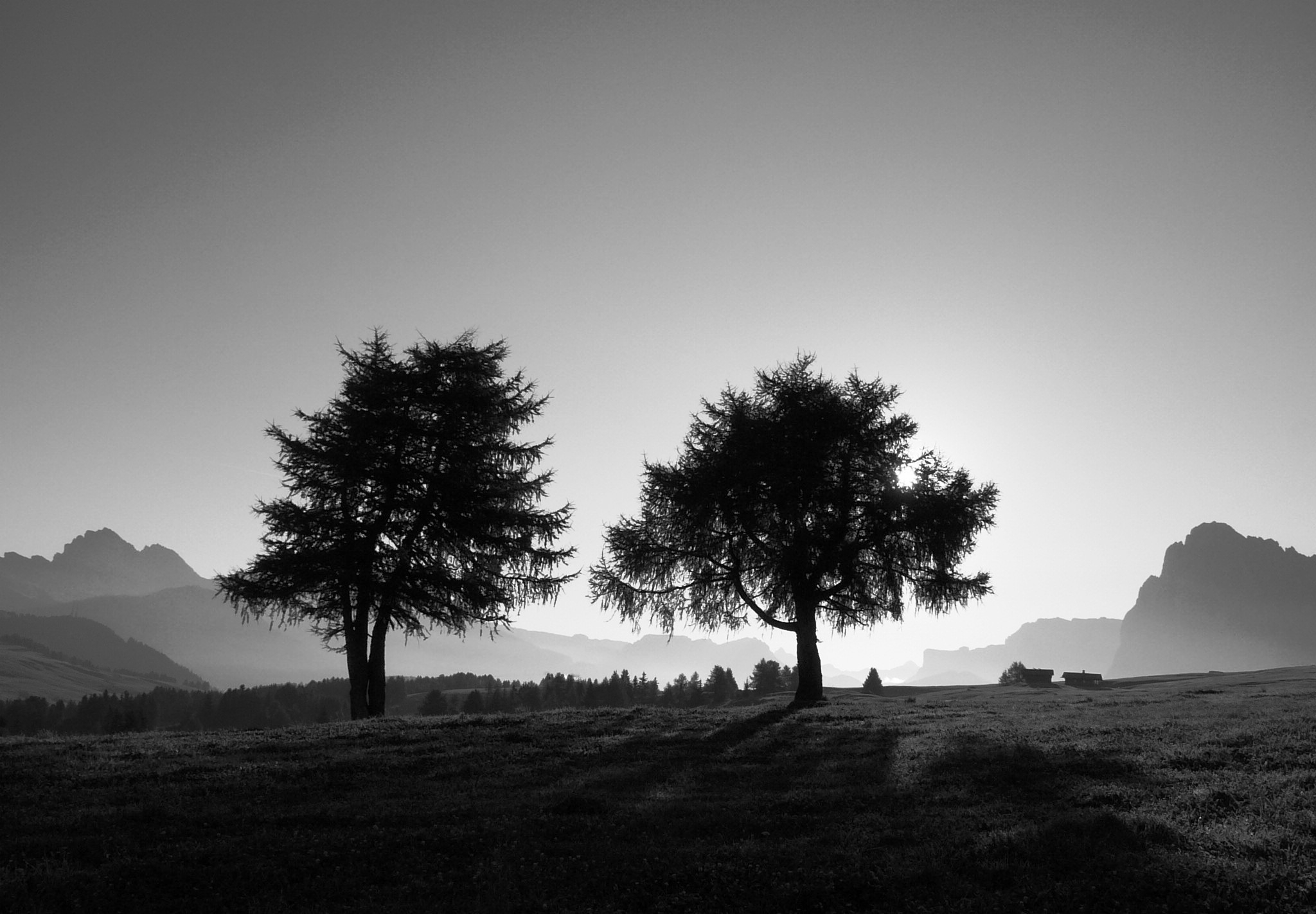
Sud del Tirol (Itàlia)
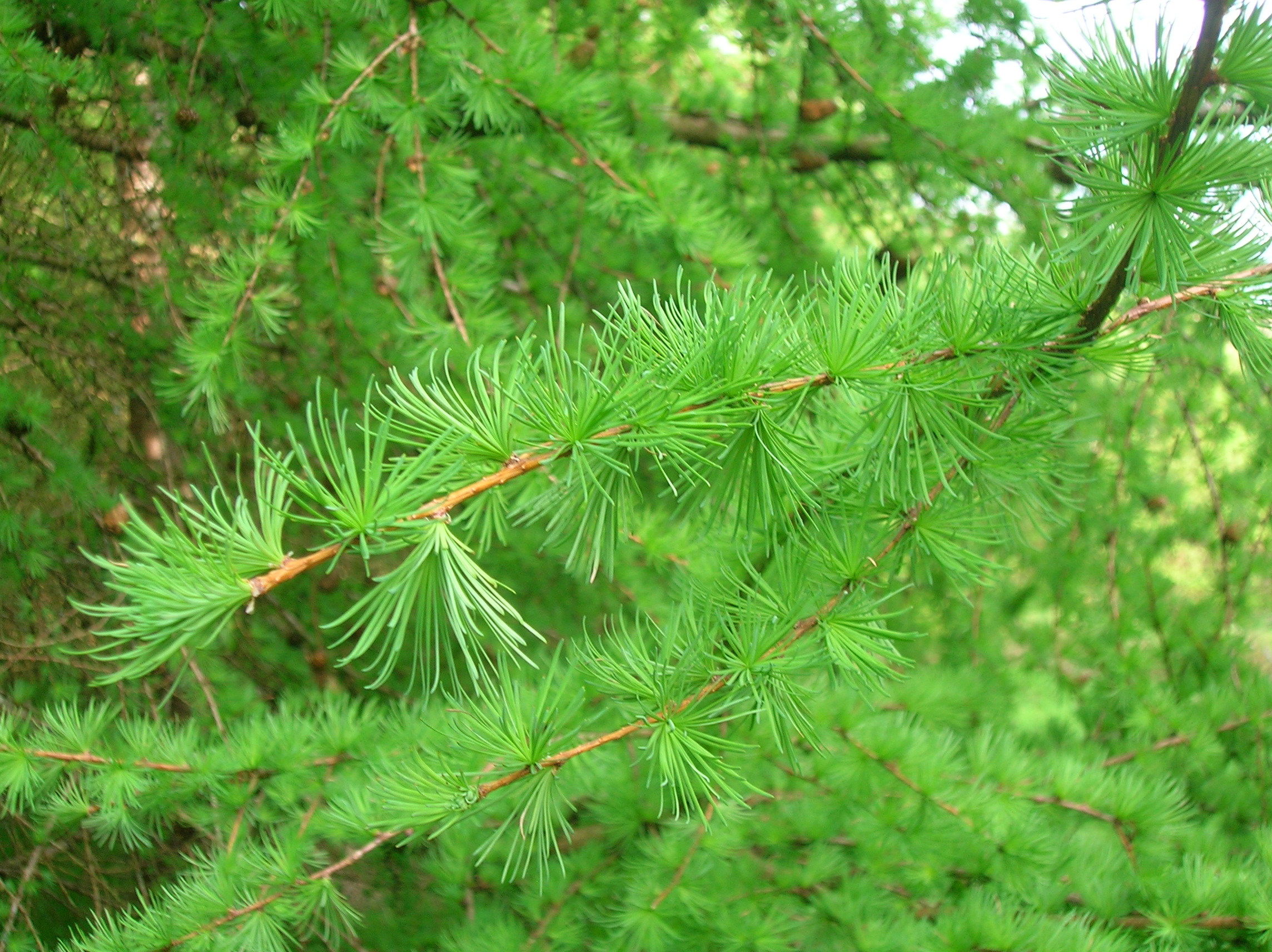
Fulles a la primavera
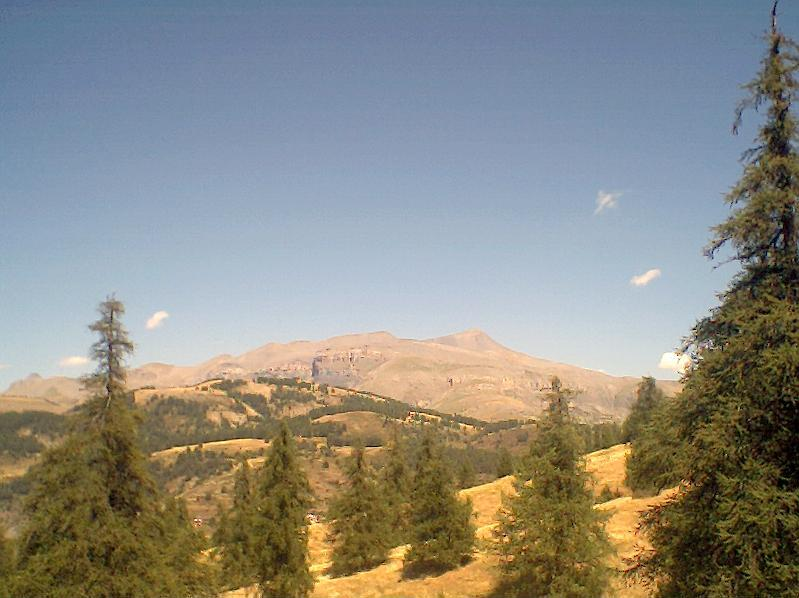
Bosc als Alps marítims de França
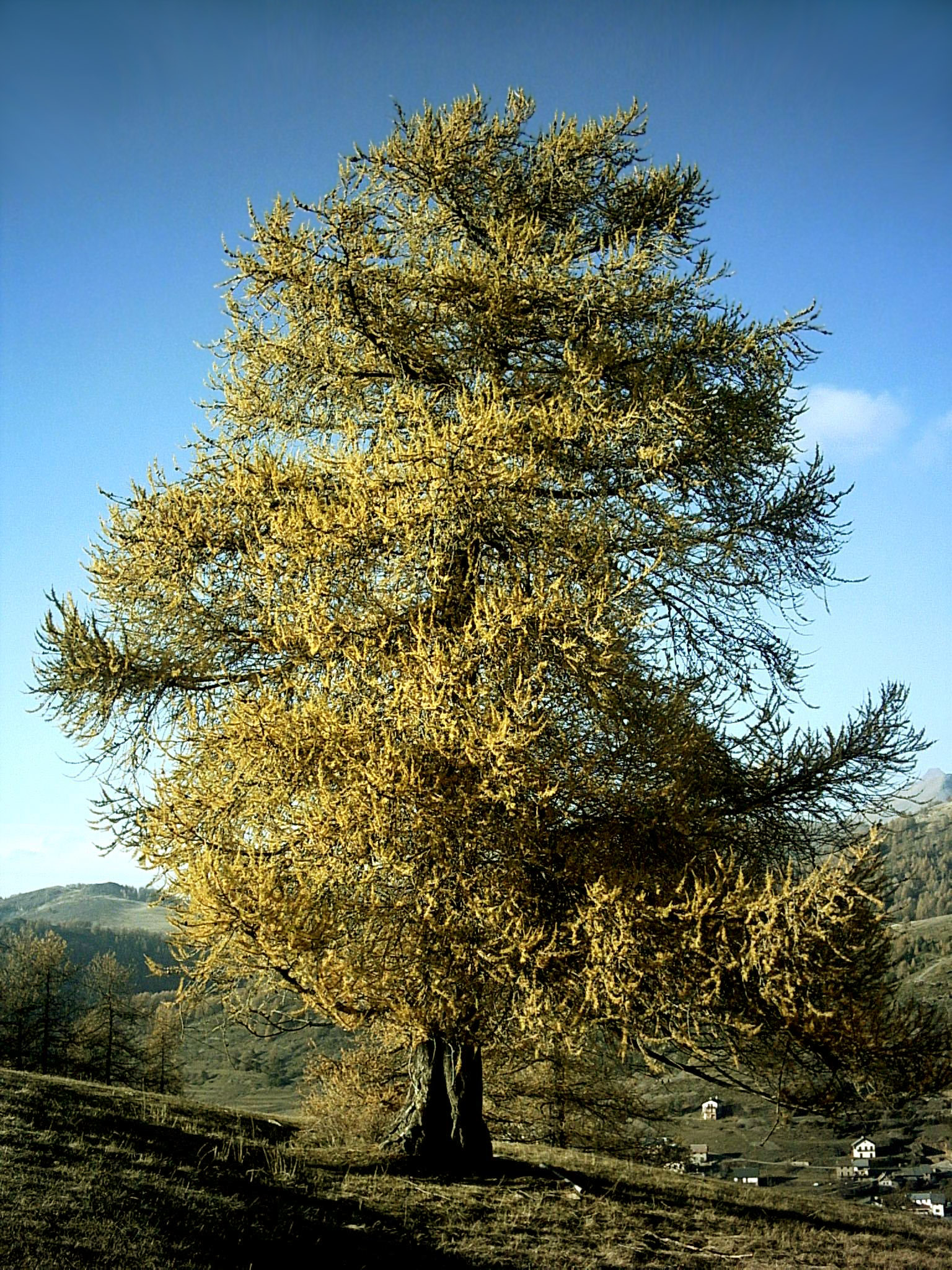
Làrix siberià a la tardor
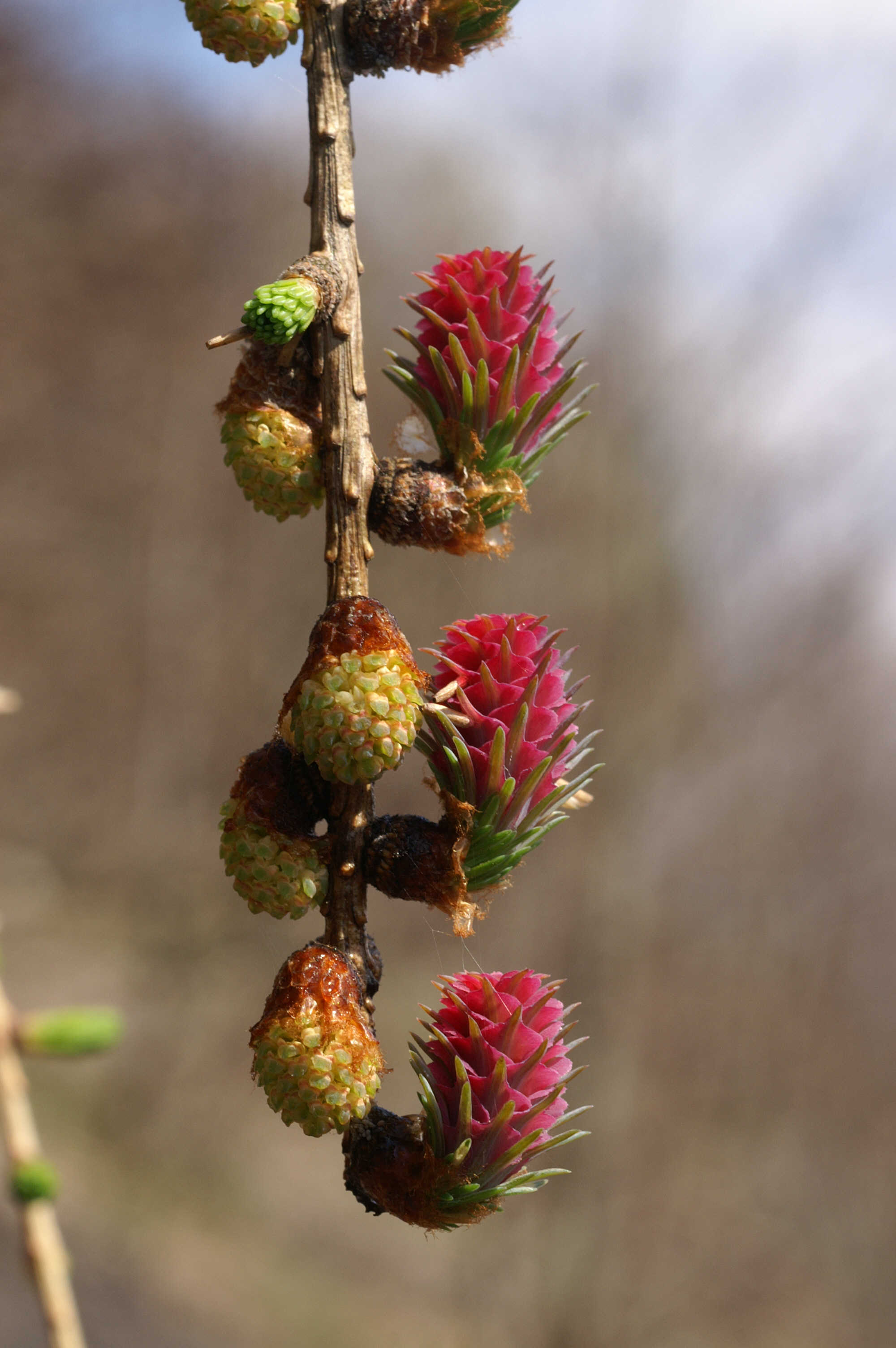
Pinyes i pol·len (groc)
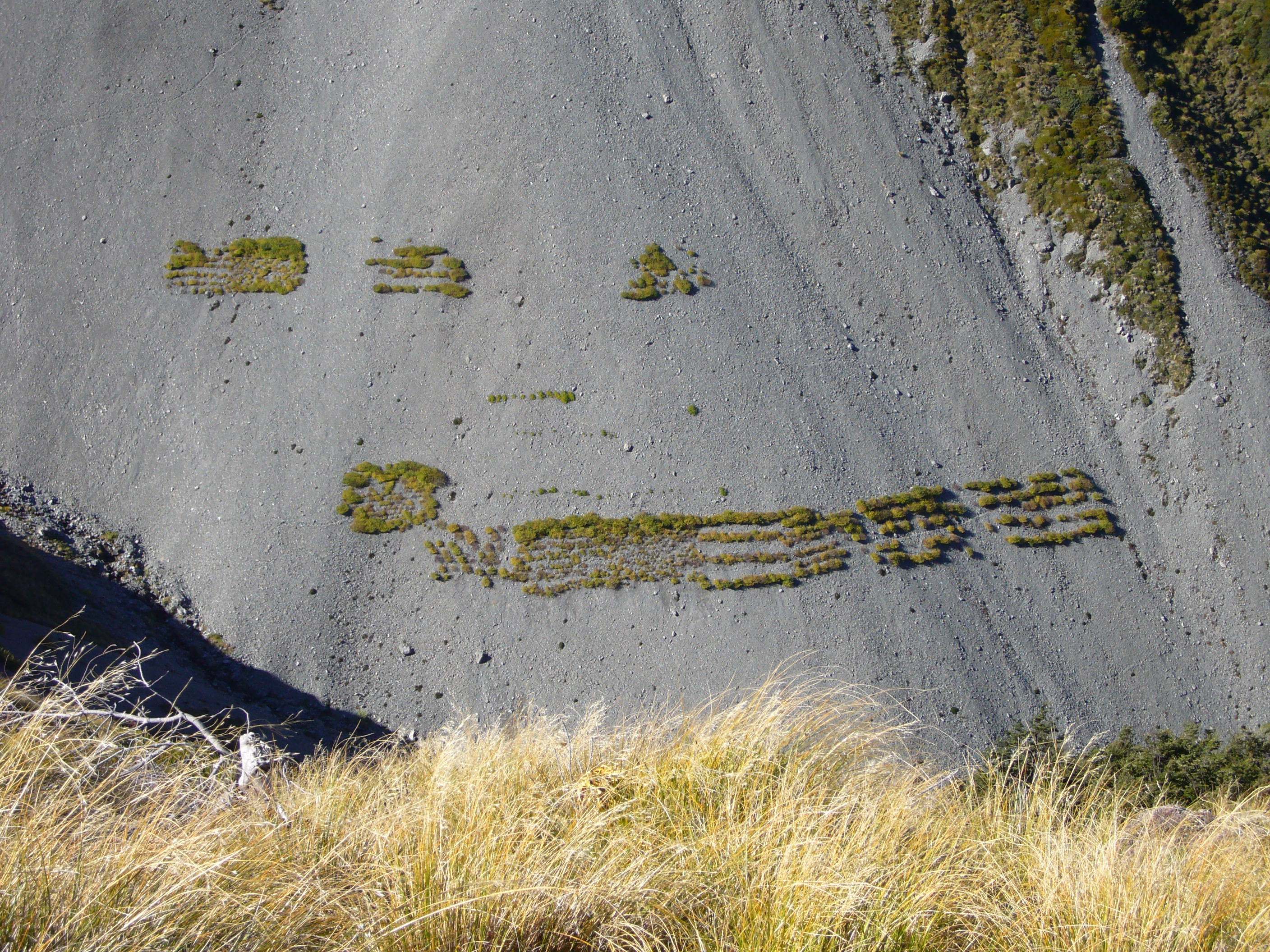
Plantació feta a Nova Zelanda
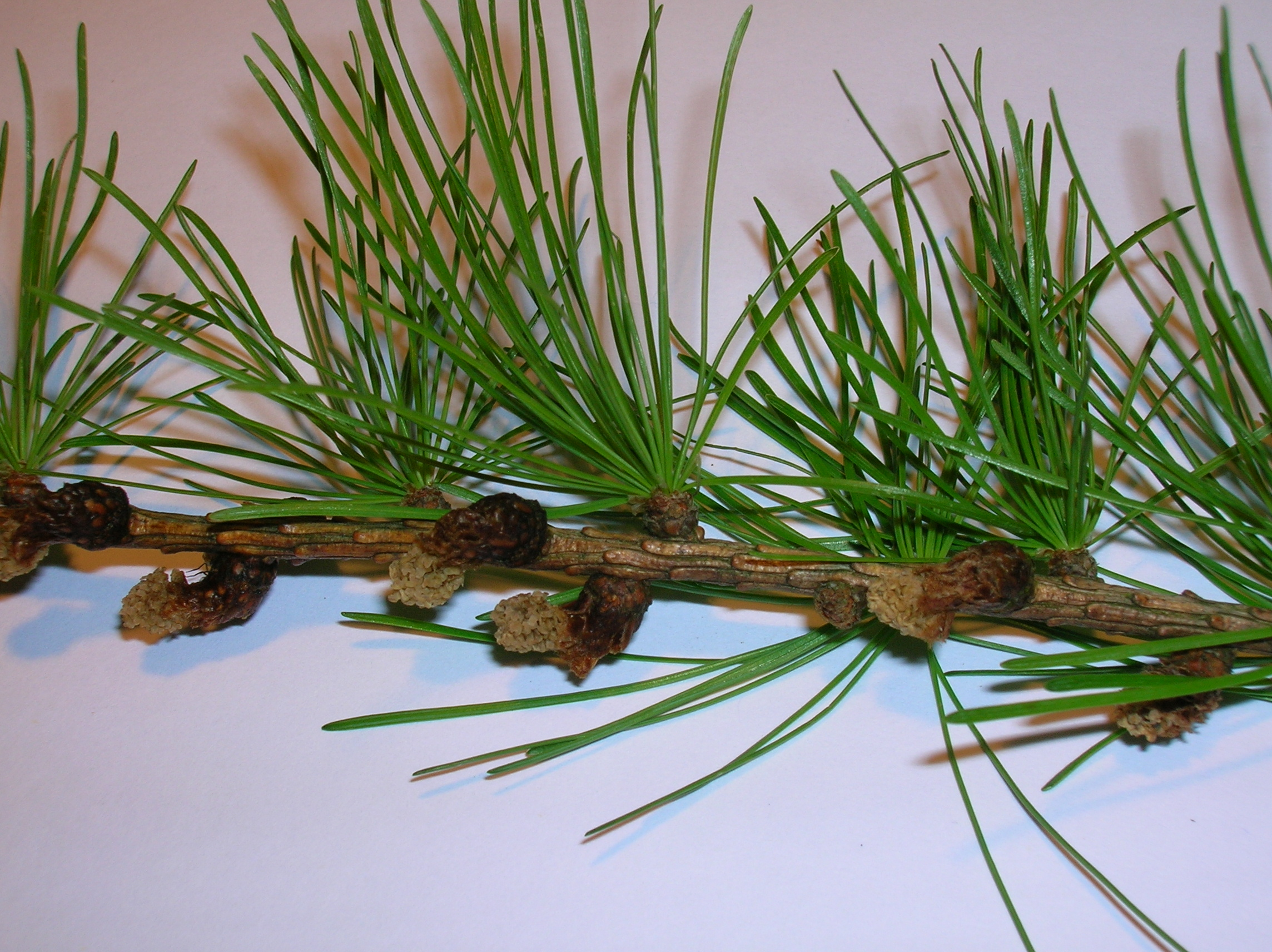
Fulles joves i flors masculines
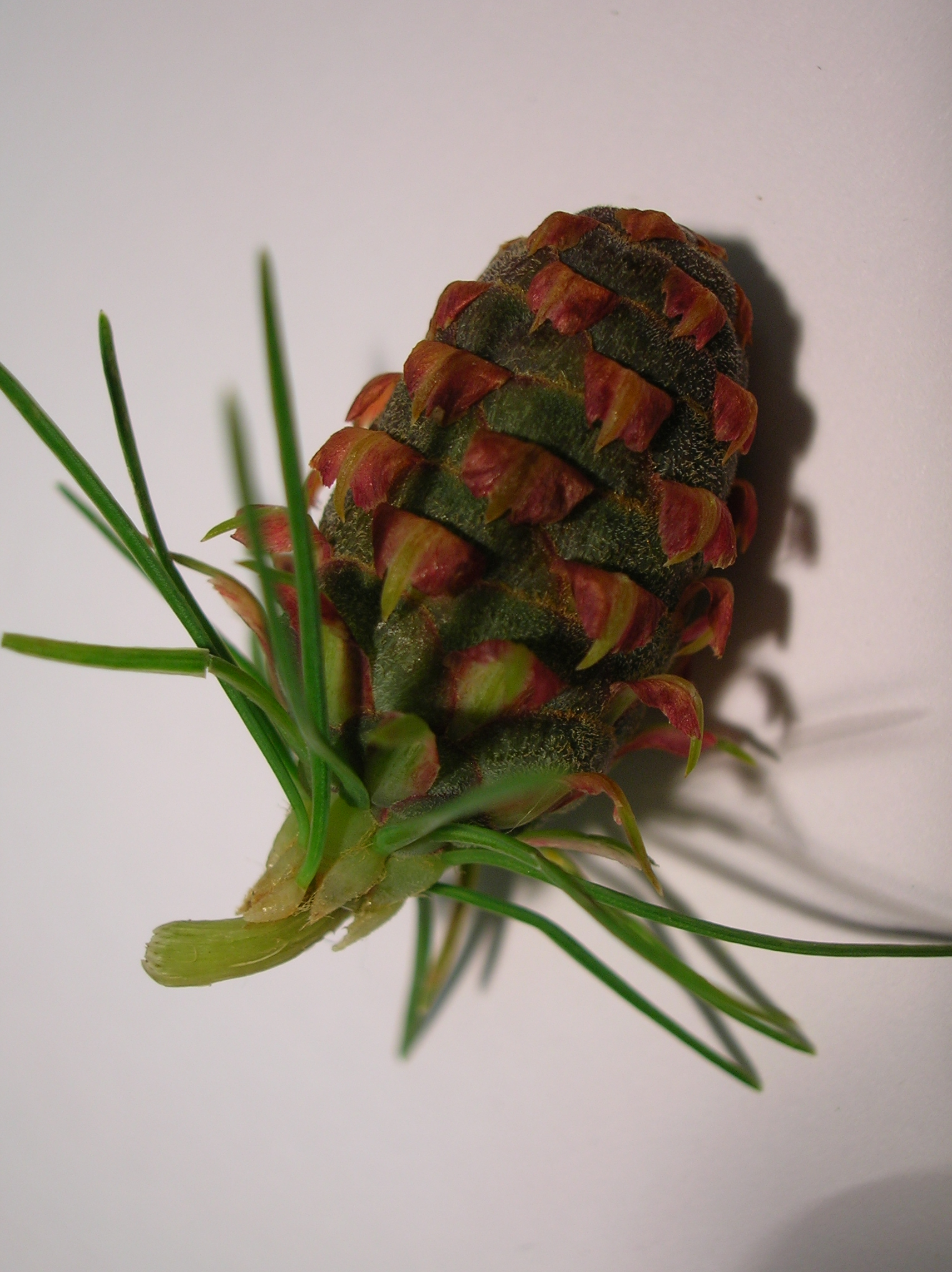
Detall de pinya en desenvolupament